# Internetdomæne
Et internetdomæne er et navn, der dækker over et eller flere sammenhørende IP-adresser på internettet. Det bruges oftest (og fejlagtigt) som det samme som en hjemmesideadresse.
Et domænenavn er navnet på et domæne på internettet, fx dk, ku.dk, nbi.ku.dk; ofte i et format der stemmer overens med forskrifterne i RFC 1035.
De fleste domænenavne der bruges på internettet er såkaldte "2. niveau"-domænenavne (engelsk: second level domain names): Første niveau er typen eller landekoden (f.eks. dk eller com) og andet niveau er selve navnet (f.eks. dr i dr.dk eller microsoft i microsoft.com). Hvert "1. niveau"-navn, som dk eller com, også kaldet Top Level Domain eller TLD, administreres af en organisation der har fået privilegiet tildelt af ICANN. De fleste TLD (topniveaudomænenavne) køres efter en politik, hvor navne der er registreret under dem ikke ejes, men "lejes" i et givent tidsrum af en domæneadministrator – ofte en NGO, for eksempel administreres .org af Public Interest Registry ([www.pir.org]). Disse er så ansvarlig for infrastrukturen i det enkelte topniveaudomæne, men udliciterer som regel administrationen til private virksomheder med henblik på fri konkurrence.
Et internetdomæne består af et navn og et topniveaudomæne "<Navn>.<Topdomæne>". Eksempelvis "microsoft.dk".
Navnet kan bestå af bogstaverne a-z, tallene 0-9 samt enkelte tegn. Internationale tegn findes som hovedregel ikke i et domæne, men hvis f.eks. danske bogstaver skal bruges i et domænenavn bliver de "oversat" til en kode, der består af tal og bogstaver, som så derefter kan oversættes til en IP-adresse. Det har siden 2004 været muligt at registrere domænenavne med de danske special bogstaver æ, ø og å.
Et domænenavn oversættes til en IP-adresse af en domænenavneserver.
I Danmark er det DK-Hostmaster, der står for .dk-domænet. Lejeren har ret til at forlænge sin leje af navnet så længe det ønskes – med mindre det overtræder lokal lovgivning (f.eks. markedsføringsloven/mærkevareloven)
Siden 1. juli 2007 kan man klage over .dk-domænesnylteres typosquatting registreringer.

I Danmark registreres et domænenavn typisk gennem en af de mange udbydere af webhosting.På mindre end 20 år er antallet af registrerede .dk domæner steget fra 70.000 til 1.3 millioner i 2015.[kilde mangler]